# André Alves dos Santos
André Alves dos Santos (Dourados, 1983. október 13. –) brazil labdarúgó, csatár.

## Pályafutása
Labdarúgó karrierjét 2002-ben kezdte a brazil União Barbarense csapatánál, ott két évet töltött el, mielőtt 2004-ben a szintén brazil ECUS-hoz szerződött egy szezonra, majd 2005-ben Európába, azon belül Magyarországra szerződött a Budapest Honvéd FC-hez, ennél a csapatnál 14 mérkőzésen 6 gólt szerzett az őszi szezonban, majd télen a Kaposvárhoz került, ahol megtalálta számításait és 73 meccsen 26 gólt termelt.
2008-ban elhagyta a Somogy megyei csapatot és Oroszországba, a Luch-Energia Vladivostokhoz szerződött, ahol 13 fellépése során 1 gólt szerzett, a csapat pedig 16. lett és kiesett az orosz másodosztályba.
2009-ben visszatért Magyarországra, ahol a Videoton lett az új munkaadója. Első fehérvári szezonjában a csapat az utolsó pillanatban csúszott le a bajnoki címről, melyet a Debreceni VSC szerzett meg 62 ponttal, míg Alves a bajnokság góllövőlistájának harmadik helyén zárt 15 góllal, a kupában a negyeddöntőig jutott a csapattal.
A 2010-11-es szezon volt pályafutása legjobb idénye, de nem csak neki, hanem a csapatának is, hiszen a Videoton története során először megnyerte a bajnokságot, Alves pedig 24 góllal gólkirály lett és az év játékosának is megválasztották, a kupában eljutottak a döntőig, ahol 3-2-re kikaptak a Kecskeméttől, így ezüstérmesek lettek.
Utolsó fehérvári idényében a bajnokság őszi részében 17 mérkőzésen 11 gólt szerzett, de a téli átigazolások során több csatár is érkezett a csapathoz, így a várható kevés játéklehetőség miatt elhagyta a Videotont és a ciprusi Omonia Nicosia játékosa lett.
Az Omoniánál 2013 nyaráig maradt, ezalatt az idő alatt 41 mérkőzésen 20 találatot jegyzett, a ciprusiakkal 2012-ben megnyerte a Ciprusi kupát és a szuperkupát is.
2013-ban az Emirátusokba szerződött, ahol a Dubai CSC alkalmazta, itt 1 meccsen lépett pályára az egész szezonban, gólt nem szerzett. 2014 januárjában felbontották a szerződését, mert a klub három havi fizetésésvel tartozott Alvesnek.
2014 nyarán visszatért Európába, ahol a görög Panetolikos szerződtette, ott 27-szer öltötte magára a csapat mezét és 5-ször volt eredményes, de a 2015-ös téli transzfer időszakban ismét csapatot váltott, ezúttal a ciprusi AÉ Kítion Lárnakasz lett az új csapata. A 2015-2016-os bajnokságnak 19 góllal ő lett a gólkirálya.
2017. január 30-án az Anórthoszi Ammohósztu szerződtette.
2018. július 31-én a Mezőkövesd szerződtette. Az őszi szezonban három bajnoki mérkőzésen összesen 49 perc játéklehetőséget kapott, majd felbontották a szerződését.

## Sikerei, díjai
Magyar labdarúgó-bajnokság (első osztály):
- Aranyérmes (1): 2011
- Ezüstérmes (1): 2010

Magyar labdarúgókupa:
- Ezüstérmes (1): 2011

Ciprusi labdarúgókupa:
- Aranyérmes (1): 2012

Ciprusi szuperkupa:
- Aranyérmes (1): 2012

Magyar labdarúgó-bajnokság (első osztály):
- Gólkirály (1) : 2011

Ciprusi labdarúgó-bajnokság (első osztály):
- Gólkirály (1) : 2016